# Svetovna komisija za zavarovana območja
Svetovna komisija za zavarovana območja (angleško World Commission on Protected Areas (WCPA) je ena izmed šestih komisij IUCN (Svetovne zveze za varstvo narave). WCPA je svetovna mreža mednarodno priznanih strokovnjakov za zavarovana območja.

## Zgodovina
Leta 1948 je IUCN ustanovil Odbor za narodne parke. Dve desetletji pozneje je mednarodna skupnost IUCN pozvala, naj prevzame odgovornost za pripravo svetovnega seznama narodnih parkov v skladu s svojo vlogo mreže za izmenjavo svetovnega znanja o ohranjanju narave, leta 1960 pa je IUCN dvignil status stalne komisije z ustanovitvijo Komisije za narodne parke. Leta 1996 je Svetovna komisija za zavarovana območja z odobritvijo kongresa IUCN prevzela sedanje ime.

## Organizacijska struktura
WCPA je mreža prostovoljcev. Podporo sekretariata zagotavlja osebje programa IUCN za zavarovana območja, s katerim WCPA izvaja skupni strateški načrt in delovni načrt. Komisija ima usmerjevalni odbor, predsednik pa je vsaka štiri leta izvoljen na Svetovnem kongresu za ohranjanje narave IUCN. Svetovni konservatorski kongres bo od 11. do 19. junija 2019 v Marseillu v Franciji.
Usmerjevalni odbor WCPA je glavni vodstveni organ WCPA. Usmerjevalni odbor imenuje predsednik WCPA, odobri pa ga Svet IUCN. Usmerjevalni odbor sestavljajo predsednik, podpredsednik, regionalni podpredsedniki in tematski podpredsedniki. Sestanki usmerjevalnega odbora WCPA potekajo enkrat letno in vključujejo poročanje o IUCN Global Protected Areas Program (GPAP) in dejavnostih WCPA, razprave in odločitve o pomembnih prihajajočih dogodkih in pobudah, pregled GPAP Intersessional Programme ter razpravo in odločitve o smernicah in prednostnih nalogah WCPA. za prihajajoče leto.
Regionalni podpredsedniki za 13 kopenskih regij, so:
- Vzhodna in Južna Afrika
- Severna Afrika, Zahodna Azija in Bližnji vzhod
- Zahodna in Centrala Afrika
- Karibi in Srednja Amerika
- Severna Amerika
- Južna Amerika
- Vzhodna Azija
- Južna Azija
- Jugovzhodna Azija
- Evropa
- Severna Evrazija
- Oceanija

Tematski podpredsedniki vključujejo tiste za:
- Razvoj zmogljivosti
- Upravljanje
- Morja
- Naravne rešitve
- Ljudje in parki
- Znanost in biodiverziteta
- Znanost in upravljanje
- Mladi strokovnjaki
- Svetovna dediščina

Usmerjevalni odbor vključuje tudi dva sedeža za publikacije:
- Izdaja publikacij
- PARKS Editor

Izvršni odbor WCPA je glavno vodstveno telo WCPA, ki odloča med sestanki usmerjevalnega odbora. Sestavljajo ga predsednik WCPA, namestnik predsednika WCPA, regionalni in tematski podpredsedniki, direktor globalnega programa zaščitenih območij IUCN in drugi, ki so kooptirani na zahtevo predsednika.

## Trenutno delo
Za uresničevanje svojih ciljev ima WCPA številne strokovne skupine, delovne skupine, pobude in tematske skupine, ki poročajo Izvršnemu odboru WCPA.

### Specialistične skupine =
Specialistične skupine so ustanovljene, da združujejo člane Komisije, ki lahko zagotovijo stalno strokovno znanje in izkušnje ter vodenje pri temah, ki so prednostne naloge Komisije in programa. Trenutne skupine strokovnjakov vključujejo:
- Podnebne spremembe in zavarovana območja[mrtva povezava]
- Ohranjanje povezljivosti[mrtva povezava]
- Kulturne in duhovne vrednote zavarovanih območij[mrtva povezava]
- Sladka voda[mrtva povezava]
- Geodediščina in zavarovana območja jam in krasa[mrtva povezava]
- Upravljanje[mrtva povezava]
- Travišča[mrtva povezava]
- Zeleni seznam
- Visoka morja
- Zdravje in dobro počutje
- Učinkovitost upravljanja Arhivirano 2017-12-09 na Wayback Machine.
- Morski sesalci (skupaj s SSC)
- Gore
- Financiranje zavarovanih območij
- Zakonodaja o zavarovanih območjih
- Zasebno zavarovana območja in skrbništvo nad naravo
- Zaščitene krajine / morske pokrajine
- Turizem in zavarovana območja
- Čezmejno ohranjanje
- Strategije ohranjanja mest
- Divjina

### Delovne skupine
Delovne skupine so ustanovljene za izpolnitev določene časovno omejene naloge, npr. pripravo publikacije WCPA Best Practice Guideline ali pripravo določene politike. Trenutne delovne skupine so:
- Onkraj ciljev Aichi[mrtva povezava]
- Biotska raznovrstnost in zavarovana območja (skupaj s SSC)
- Zdravje in dobro počutje
- Invazivne tujerodne vrste (skupaj s SSC) Arhivirano 2021-11-14 na Wayback Machine.
- Obsežna zaščitena morska območja
- Narava za vse (skupaj s CEC)
- Drugi učinkoviti ohranitveni ukrepi na podlagi območja (OECM)

### Tematske skupine in pobude
Tematske skupine in pobude prispevajo k mandatu WCPA z zagotavljanjem medsektorske podpore usmerjevalnemu odboru, strokovnim skupinam, projektnim skupinam in pobudam. Trenutne tematske skupine so:
- Razvoj zmogljivosti[mrtva povezava]
- Morska območja
- Naravne rešitve
- Ljudje in parki
- Znanost in biotska raznovrstnost
- Znanost in upravljanje
- Svetovna dediščina
- Mladi strokovnjaki